# Saint-Pierre-Roche
Saint-Pierre-Roche ist eine französische Gemeinde mit 500 Einwohnern (Stand 1. Januar 2022) im Département Puy-de-Dôme in der Region Auvergne-Rhône-Alpes (vor 2016 Auvergne). Saint-Pierre-Roche gehört zum Arrondissement Issoire (bis 2017 Clermont-Ferrand) und zum Kanton Orcines.

## Geographie
Saint-Pierre-Roche liegt etwa 25 Kilometer westsüdwestlich von Clermont-Ferrand. Umgeben wird Saint-Pierre-Roche von den Nachbargemeinden Gelles im Norden und Westen, Olby im Osten und Nordosten, Saint-Bonnet-près-Orcival im Osten und Südosten, Rochefort-Montagne im Süden sowie Perpezat im Südwesten.
An der westlichen Gemeindegrenze verläuft der Fluss Miouze. Auch der Sioulot tangiert das Gemeindegebiet und mündet an der Grenze zur Nachbargemeinde Olby in die Sioule.

## Bevölkerung
| Jahr      | 1962 | 1968 | 1975 | 1982 | 1990 | 1999 | 2006 | 2018 |
| Einwohner | 521  | 478  | 424  | 406  | 385  | 335  | 383  | 478  |

Quellen: Cassini und INSEE

## Sehenswürdigkeiten
- Kirche Saint-Pierre, 1867 wieder errichtet
- Kirche von Massagette, 1870 erbaut

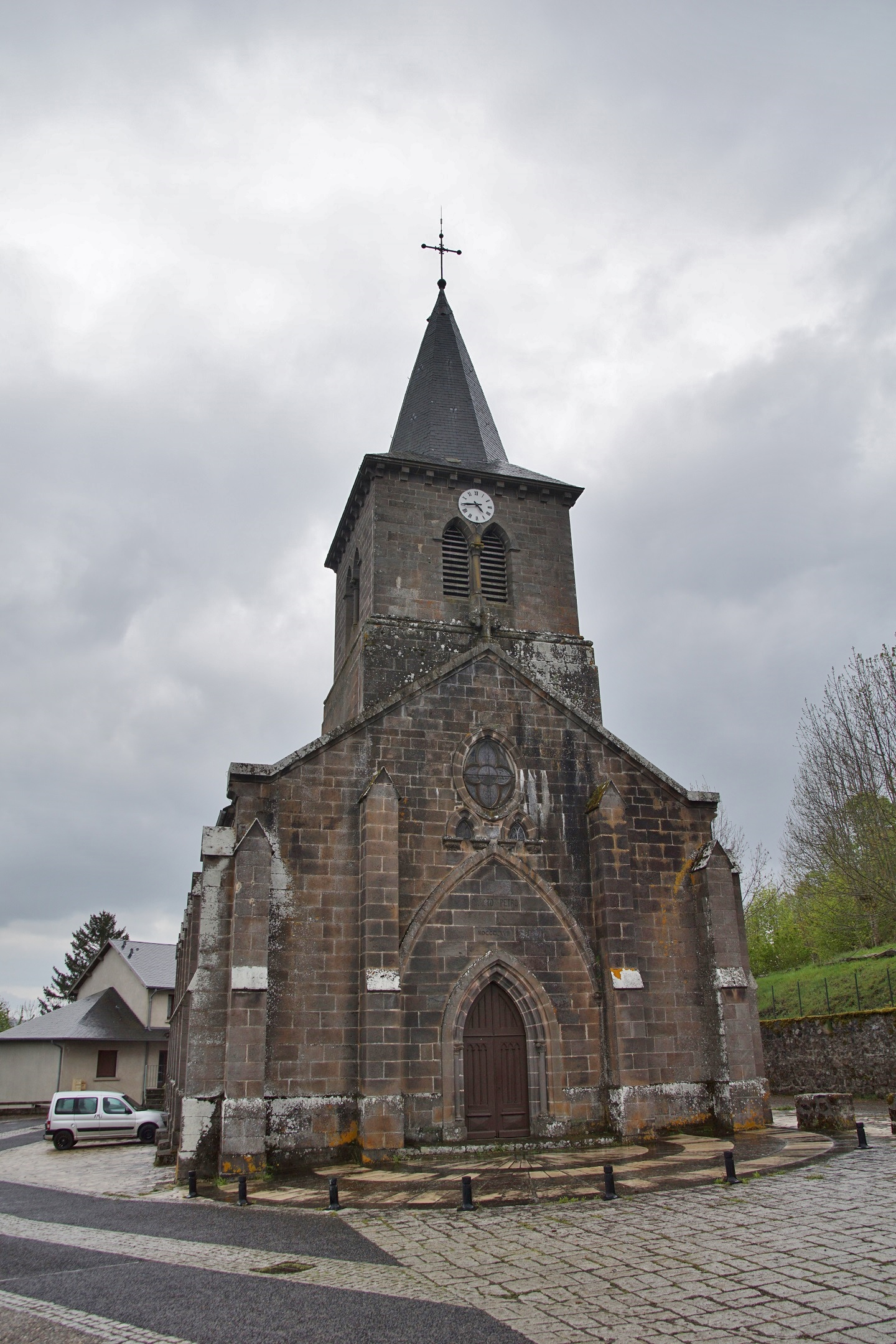
Kirche Saint-Pierre